# Мокрый Дол (Оренбургская область)
Мокрый Дол —  упразднённый в 2005 году хутор в Гайском районе Оренбургской области России. На момент упразднения входил в состав сельского поселения Губерлинский сельсовет.  

## География
Располагался на левом берегу реки Губерля, на расстоянии примерно 1 километра (по прямой) к северо-западу от села Белошапка.

## История
Официально упразднён в 2005 году, после официального опубликования и вступления в силу Закона Оренбургской области от 28 декабря 2004 года № 1752/283-III-ОЗ, подписанного 4 января 2005 года Главой администрации (губернатором) Оренбургской области А. А. Чернышёвым.

## Население
По данным переписи 2002 года на хуторе отсутствовало постоянное население.